# Hexorthodes catalina
Hexorthodes catalina là một loài bướm đêm trong họ Noctuidae.